# Quebec Rugby Football Union
La Quebec Rugby Football Union (QRFU) est une ligue de football canadien ayant existé de 1883 à 1906, avec une réactivation temporaire en 1937 puis une seconde en 1943. Elle comprenait des équipes localisées au Québec (presque exclusivement de la région de Montréal) et dans l'Est de l'Ontario. Il s'agit d'une des toutes premières organisations de ce sport hybride alors souvent appelé « rugby football » dont les règles étaient beaucoup plus proches de celles du rugby que maintenant. 
En plus de la division senior qui était en compétition pour le championnat national, la QRFU opérait des divisions intermédiaire et junior. Après la création de la Interprovincial Rugby Football Union (IRFU) en 1907, la QRFU cesse les activités de la division senior en raison du départ de ses deux principales équipes pour la nouvelle ligue. Elle continue cependant d'exister en tant que fédération sportive responsable du football amateur dans la province de Québec sous le nom de « Fédération de football amateur du Québec » qu'elle a adopté en 1971.

## Histoire
La Quebec Rugby Football Union a été créée lors d'une réunion tenue le 16 janvier 1883 à Montréal, où étaient présents les représentants de la plupart des clubs existants de la province,. H. Abbott a alors été élu premier président. Il semble que la création de l'association québécoise ait été inspirée sinon précipitée par la formation dix jours plus tôt de la Ontario Rugby Football Union dans la province voisine. Quatre clubs participent aux activités de la ligue la première année : le Montreal Football Club, le club Britannia, l'Université McGill et un club de la ville de Québec. Durant les premières années de son existence, la QRFU opère selon le système des challenges : un match est organisé lorsqu'un club lance un défi à un autre club, ce qui fait qu'au bout de la saison les différents clubs ont joué un nombre différent de matchs. Le club ayant remporté le plus de matchs est déclaré champion à l'issue de la saison. À partir de 1892 un calendrier équilibré, dans lequel chaque club rencontre chaque adversaire un nombre égal de fois, est mis en place. La QRFU opérait également des divisions de calibre inférieur, soit intermédiaire et junior.
Les règles du jeu de cette époque se rapprochent beaucoup de celles du rugby union: il y a 15 joueurs par équipe et le ballon est mis en jeu par une mêlée où les deux équipes se font face et tentent de gagner le contrôle du ballon. 
Au terme de la saison 1897, l'équipe de l'Université McGill quitte la QRFU dont elle faisait partie depuis les débuts pour se joindre à la nouvelle fédération universitaire, la Canadian Intercollegiate Rugby Football Union.

### Le championnat canadien
À partir de 1884. la Canadian Rugby Football Union (en) organise un championnat national disputé entre le champion de la ORFU et celui de la QRFU. Le match n'est pas tenu à tous les ans, principalement à cause de désaccords sur les règles à utiliser. De 1884 à 1906, les équipes de la QRFU participent à 15 matchs de championnat et en remportent six.

### Arrêt des opérations en 1907
Peu avant le début de la saison 1907, les rumeurs concernant la création d'une nouvelle ligue inter-provinciale, la Interprovincial Rugby Football Union, se concrétisent. Les deux plus forts clubs de la QRFU, les Rough Riders d'Ottawa (auquel s'est fusionné le St. Patrick's Football Club) et le Montreal Football Club se joignent à la nouvelle ligue. Avec en plus le départ du club de Westmount pour la Ontario Rugby Football Union, il ne reste plus de clubs dans la division senior de la QRFU et celle-ci cesse ses activités.

### Réactivation d'une division senior en 1937
En 1937 la QRFU remet en place une division senior qui permet à ses équipes d'être en compétition pour la coupe Grey. Le club champion, les Mounties de Westmount, joue le 20 novembre un match éliminatoire contre les Imperials de Sarnia (en) dans lequel il est battu sans équivoque 63-0. Ce sera la fin de cette tentative de revenir au niveau supérieur.

### Réactivation durant la Seconde Guerre mondiale
Avec la suspension des opérations des principales ligues canadiennes à cause de la Seconde Guerre mondiale, plusieurs des joueurs de premier plan ayant été appelés sous les drapeaux, la QRFU est autorisée par la Canadian Rugby Union (en) à concourir pour le championnat canadien, la coupe Grey. Quatre équipes militaires plus l'équipe universitaire de McGill participent à la saison 1943. Les champions de la saison, l'équipe de la RCAF de Lachine, échouent cependant en finale de l'Est contre les Flying Wildcats de Hamilton. L'année suivante, le club combiné des unités de la Marine HMCS Donnacona et HMCS St-Hyacinthe (en) remporte non seulement le championnat de la QRFU, mais aussi la coupe Grey par une victoire de 7-6 sur les Wildcats de Hamilton, champions défendants. En 1945, le retour au jeu de l'Interprovincial Rugby Football Union met fin au bref retour de la QRFU dans la course à la coupe Grey.

### Fédération sportive
Après son retrait définitif du football de haut niveau, la QRFU continue son rôle d'organisateur des ligues de football amateur du Québec. Elle reçoit des lettres patentes du gouvernement du Québec en janvier 1959. En 1971, elle change légalement son nom en « Québec Amateur Football Federation — Fédération de Football Amateur du Québec ». Elle utilise aujourd'hui l'appellation « Football Québec ».

## Équipes
| Nom                                    | Années d'activité     | Nombre de saisons | Notes                                                                          |
| -------------------------------------- | --------------------- | ----------------- | ------------------------------------------------------------------------------ |
| Montreal Football Club                 | 1883-1906             | 24                | Club basé à Montréal                                                           |
| Britannia Football Club                | 1883-1896, 1899-1903  | 19                | Club basé à Montréal                                                           |
| Quebec City Football Club              | 1883, 1893            | 2                 | Club basé à Québec                                                             |
| Université McGill                      | 1883-1897, 1943-1944  | 16                | Club universitaire basé à Montréal                                             |
| Collège Bishop's                       | 1884-1885, 1889, 1891 | 4                 | Club universitaire basé à Lennoxville                                          |
| St. George's Football Club             | 1887                  | 1                 | Club basé à Québec                                                             |
| Victoria Football Club                 | 1890                  | 1                 | Club basé à Montréal                                                           |
| Collège d'Ottawa                       | 1894-1904             | 11                | Club universitaire basé à Ottawa en Ontario                                    |
| Rough Riders d'Ottawa                  | 1894-1896, 1903-1906  | 7                 | Club basé à Ottawa en Ontario; appelés Ottawa City Football Club jusqu'en 1896 |
| Kingston Granites                      | 1898                  | 1                 | Club basé à Kingston en Ontario                                                |
| Brockville Football Club (en)          | 1899-1902             | 4                 | Club basé à Brockville en Ontario                                              |
| Westmount Football Club                | 1904-1906, 1937       | 4                 | Club basé à Montréal                                                           |
| Notre-Dame-de-Grâce Yellow Jackets     | 1937                  | 1                 | Club basé à Montréal                                                           |
| CNR Nationals                          | 1937                  | 1                 | Club basé à Montréal                                                           |
| Université McGill Seconds              | 1937                  | 1                 | Club universitaire basé à Montréal                                             |
| Verdun Grads                           | 1943-1944             | 2                 | Club militaire basé à Montréal                                                 |
| Huntingdon Army                        | 1943                  | 1                 | Club militaire basé à Montréal                                                 |
| Lachine RCAF Flyers                    | 1943                  | 1                 | Club militaire basé à Montréal                                                 |
| Montreal Navy                          | 1943                  | 1                 | Club militaire basé à Montréal                                                 |
| HMCS St. Hyacinthe-Donnacona Navy (en) | 1944                  | 1                 | Club militaire basé à Montréal                                                 |

Source

## Champions de la QRFU
Les équipes en gras ont également remporté le championnat du Dominion de cette année-là. En 1944, le HMCS St. Hyacinthe-Donnacona Navy a remporté la coupe Grey.
| Année | Club champion                          |
| ----- | -------------------------------------- |
| 1883  | Montreal Football Club                 |
| 1884  | Montreal Football Club                 |
| 1885  | Montreal Football Club                 |
| 1886  | Montreal Football Club                 |
| 1887  | Montreal Football Club                 |
| 1888  | Montreal Football Club                 |
| 1889  | Montreal Football Club                 |
| 1890  | Université McGill                      |
| 1891  | Montreal Football Club                 |
| 1892  | Montreal Football Club                 |
| 1893  | Montreal Football Club                 |
| 1894  | Collège d'Ottawa                       |
| 1895  | Montreal Football Club                 |
| 1896  | Collège d'Ottawa                       |
| 1897  | Collège d'Ottawa                       |
| 1898  | Collège d'Ottawa                       |
| 1899  | Collège d'Ottawa                       |
| 1900  | Brockville Football Club (en)          |
| 1901  | Collège d'Ottawa                       |
| 1902  | Collège d'Ottawa                       |
| 1903  | Rough Riders d'Ottawa                  |
| 1904  | Collège d'Ottawa                       |
| 1905  | Rough Riders d'Ottawa                  |
| 1906  | Montreal Football Club                 |
| 1937  | Westmount Football Club                |
| 1943  | Lachine RCAF Flyers                    |
| 1944  | HMCS St. Hyacinthe-Donnacona Navy (en) |

Source

## Plus grand nombre de championnats
- 12- Montreal Football Club (1883-1889, 1891-1893, 1895, 1906)
- 8- Collège d'Ottawa (1894, 1896-1899, 1901-1902, 1904)